# Stazione di Sistiana-Visogliano
Stazione di Sistiana-Visogliano vasútállomás Olaszországban, Duino-Aurisina településen.

## Vasútvonalak
Az állomást az alábbi vasútvonalak érintik:
- Udine–Trieszt-vasútvonal
- Velence–Trieszt-vasútvonal

## Kapcsolódó állomások
A vasútállomáshoz az alábbi állomások vannak a legközelebb:
- Duino-Timavo railway stop
- Stazione di Bivio d’Aurisina